# Alaska (film, 2015)
Pour les articles homonymes, voir Alaska (homonymie).
Pour plus de détails, voir Fiche technique et Distribution.
Alaska est un film dramatique franco-italien écrit et réalisé par Claudio Cupellini, sorti en 2015. 
Interprété notamment par Elio Germano et Àstrid Bergès-Frisbey, le film a été présenté le 5 novembre 2015 en compétition au Festival international du film de Rome.

## Synopsis
Fausto vient d'Italie et travaille comme serveur à Paris et Nadine est une belle fille française. Ils se rencontrent fortuitement dans un hôtel à Paris. Seuls, fragiles ils vivent dans l'obsession du bonheur impossible. Ils font connaissance, se découvrent, s'aiment et souffrent dans leur quête de bonheur.

## Fiche technique
- Titre français et titre original : Alaska
- Réalisation : Claudio Cupellini
- Scénario :Claudio Cupellini, Filippo Gravino, Guido Iuculano
- Musique : Pasquale Catalano
- Photographie : Gergely Pohárnok
- Montage : Giuseppe Trepiccione
- Costumes : Mariano Tufano
- Pays d'origine :  Italie France
- Durée : 125 minutes
- Maison de production :	Rai Cinema
- Distribution (Italie) : 01 Distribution
- Date de sortie : 
  - Italie : 5 novembre 2015
  - France :  10 février 2016

## Distribution
- Elio Germano : Fausto
- Àstrid Bergès-Frisbey : Nadine
- Valerio Binasco :  Sandro
- Elena Radonicich :  Francesca
- Paolo Pierobon :  Marco
- Antoine Oppenheim :  Nicolas
- Pino Colizzi :  Alfredo Wiel
- Marco D'Amore :  Toni
- Roschdy Zem :  Benoit
- Xavier Lemaître : Maître Parigi
- Anastasia Vinogradova  : Eva